# Mikael Källström
Mikael Källström [˘cɛlstrøm] (* 26. Februar 1959) ist ein ehemaliger schwedischer Fußballspieler, der mittlerweile als Trainer tätig ist. Er ist Vater des schwedischen Nationalspielers Kim Källström und kam selbst zu 57 Einsätzen in der Allsvenskan.

## Werdegang
Källström begann mit dem Fußballspielen bei IFK Hedemora. 1977 wechselte er zu Sandvikens IF. Für den Klub trat er in der Division 2 an. 1982 wurde das beste Ergebnis erreicht, als er mit der Mannschaft als Tabellendritter der Nordstaffel hinter Djurgårdens IF und Gefle IF die Aufstiegsrunde zur Allsvenskan nur knapp verpasste. Nach einem weiteren Jahr in der zweiten Liga beim Klub aus Sandvikens wechselte er im Frühjahr 1984 zu Gefle IF in die erste Liga. Jedoch verpasste er mit der Mannschaft den Klassenerhalt und stieg wieder in die Zweitklassigkeit ab. In den folgenden Jahren spielte er zwar mit dem Klub um den Aufstieg mit, verpasste das Ziel jedoch teilweise nur knapp. Vor Beginn der Spielzeit 1990 zog er daher weiter zum Ligarivalen BK Häcken. Mit dem Göteborger Klub wurde er auf Anhieb Staffelsieger, in den Aufstiegsspielen scheiterte er jedoch an GIF Sundsvall. Auch im folgenden Jahr scheiterte die Mannschaft erst in der Aufstiegsrunde an Helsingborgs IF, ehe 1992 der Aufstieg perfekt gemacht wurde. Zwei weitere Jahre lief er noch für den Verein auf und beendete nach dem Abstieg 1994 seine aktive Laufbahn.
1994 setzte er sich bei BK Häcken zudem als Assistent auf die Trainerbank. Ab 1995 übernahm Källström bei Jonsereds IF in der drittklassigen Division 2 das Traineramt. 1997 kehrte er zu BK Häcken als Assistenztrainer zurück und lotste auch seinen Sohn Kim zu seinem neuen Arbeitgeber. 2001 verließ er den Klub, um den Drittligisten Skene IF zu übernehmen, verpasste jedoch den Klassenerhalt. Daher kehrte er 2002 abermals als Assistenztrainer zu BK Häcken zurück. 2005 musste er nach einer Verletztenmisere des Klubs als Ersatzspieler erneut in der Allsvenskan auf der Bank Platz nehmen, kam aber letztendlich nicht zum Einsatz.
Im November 2008 verließ Källström BK Häcken in Richtung Norwegen. Patrick Walker verpflichtete ihn für seinen Trainerstab bei Sandefjord Fotball, wo er für die Ausbildung und Entwicklung der Spieler zuständig ist. Als Walker im Mai 2011 nach einem schlechten Saisonstart des Erstliga-Absteigers in der Adeccoligaen vom Klub entlassen wurde, übernahm er interimsweise die Verantwortung. Ende des Monats übernahm der Anfang der 1990er Jahre in Deutschland aktive Arne Sandstø den Trainerposten.